# 中国经营报
《中国经营报》（英語：China Business Journal）是中华人民共和国最早发行经济类的报刊之一，创刊于1985年1月，由中国社会科学院主管、中国社会科学院工业经济研究所主办，原名《专业户经营报》、《中国农村经营报》，1989年1月正式更名为《中国经营报》。
2013年底，中国经营报社社长李佩钰宣布涉及到报社所有人的组织机构调整。

## 外部連結
- 中国经营网（页面存档备份，存于）
- 中国经营报数字报刊平台（页面存档备份，存于）
- 中国经营报的新浪微博